# カッシング (DD-376)
|          |                                                                          |
| 艦歴     |                                                                          |
| 発注     |                                                                          |
| 起工     | 1934年8月15日                                                            |
| 進水     | 1935年12月31日                                                           |
| 就役     | 1936年8月28日                                                            |
| 退役     |                                                                          |
| その後   | 1942年11月13日に戦没                                                     |
| 除籍     |                                                                          |
| 性能諸元 |                                                                          |
| 排水量   | 1,500トン                                                                |
| 全長     | 341 ft 4 in (104 m)                                                      |
| 全幅     | 35 ft (10.7 m)                                                           |
| 吃水     | 9 ft 10 in (2.8 m)                                                       |
| 機関     | バブコック&ウィルコックス製 水管缶（ボイラー）4基 蒸気タービン2基2軸推進 |
| 最大速   | 37ノット (69 km/h)                                                       |
| 乗員     | 士官、兵員158名                                                          |
| 兵装     | 5インチ砲5門 21インチ魚雷発射管12門 爆雷投下軌条2基                      |

カッシング (USS Cushing, DD-376) は、アメリカ海軍の駆逐艦。マハン級駆逐艦の1隻。艦名はウィリアム・B・カッシングに因んで命名された。その名を持つ艦としては3隻目。

## 艦歴
カッシングは1934年8月15日にピュージェット・サウンド海軍造船所で起工した。1935年12月31日にキャサリン・A・カッシング（カッシング中佐の娘）によって命名、進水し、1936年8月28日に艦長E・T・ショート中佐の指揮下就役する。就役後は太平洋艦隊に配属された。
1937年7月4日から30日まで世界一周飛行の途中で南太平洋で行方不明となった飛行家のアメリア・イアハート探索に参加し、ハワイ諸島およびハウランド島近海で行動した。その後カリフォルニア州サンディエゴに戻り、演習および戦術訓練、艦隊行動訓練を行う。真珠湾での短期間の訓練およびカリブ海での巡航を除き、カッシングはサンディエゴから訓練演習のため西海岸を巡航した。
日本軍による真珠湾攻撃時、カッシングはメア・アイランド海軍工廠でオーバーホールの途中であった。1941年12月17日にサンフランシスコを出航し、1942年1月13日まで西海岸と真珠湾の間で船団護衛に従事する。1月18日から2月2日までミッドウェー島で対潜哨戒に従事し、その後2月19日にサンフランシスコに帰還、第1任務部隊の護衛としてカリフォルニア州沖合で訓練および哨戒任務に従事した。
1942年8月1日、カッシングはサンフランシスコを出航し、真珠湾での訓練演習の後ガダルカナル島周辺での作戦活動に参加した。カッシングは絶えず移動しながら激戦が繰り広げられたガダルカナル島に対する重要な補給部隊の護衛を行い、10月26日には南太平洋海戦に参加、この戦いでアメリカ軍は日本軍を物量で圧倒した。
カッシングは1942年11月12日にガダルカナル島への輸送船団を護衛し、第三次ソロモン海戦では13日の晩に日本艦隊を迎え撃つ部隊の先頭に位置していた。日本艦隊との距離が近づき、3,000ヤードの距離で3隻の敵駆逐艦を視認した。砲戦が始まり、カッシングは艦中央部に何発かの直撃を受け、出力が低下した。しかしながら敵艦への砲撃は継続され、命中はしなかったが戦艦「比叡」に対して雷撃も行った。艦は火災の勢いが強まり、搭載する弾薬に引火、爆発が生じ02:30に「艦の放棄」が命じられた。カッシングの炎上する船体はガダルカナル島から17:00に目撃され、サボ島南東約3,500ヤードの海域に沈没した。約70名が死亡または行方不明となり、何名かの乗員が後に救助、多くが負傷した。しかしながらカッシングは任務部隊と共に、日本艦隊による艦砲射撃を阻止しヘンダーソン飛行場を救うこととなった。
カッシングは第二次世界大戦の戦功で3個の従軍星章を受章した。